# نیکولا استرامبلی
نیکولا استرامبلی (انگلیسی: Nicola Strambelli؛ زادهٔ ۶ سپتامبر ۱۹۸۸) بازیکن فوتبال اهل ایتالیا است.
از باشگاه‌هایی که در آن بازی کرده‌است می‌توان به ماترا کالچو، باشگاه فوتبال سورنتو کالچو، و باشگاه فوتبال باری اشاره کرد.